# 유한의학상
유한의학상은 국내의학자들의 연구열 고취와 미래지향적 좌표 마련을 목표로 서울특별시 의사회가 주관하고 (주)유한양행이 후원하는 의학상이다.

## 역대 수상자
| 연도        | 부문        | 수상자                                                          | |
| ----------- | ----------- | --------------------------------------------------------------- | --- |
| 1989년 22회 | 본상        | 유형식 연세대 의대 진단방사선과 부교수                          | |
| 1989년 22회 | 장려상      | 김세종 연세대 의대 미생물학과 교수                              | |
| 1989년 22회 | 장려상      | 이기업 아산재단 서울중앙병원 내과 교수                          | |
| 2002년 35회 | 대상        | 서유헌 서울대 의대 약리학교실                                   | |
| 2002년 35회 | 우수상      | 노성훈 연세대 의대 신촌세브란스병원 일반외과                    | |
| 2002년 35회 | 우수상      | 이상도 울산대 의대 서울중앙병원 호흡기내과                      | |
| 2002년 35회 | 특별 공로상 | 김진복 인제대 의대 백중앙의료원 원장                            | |
| 2008년 41회 | 대상        | 김성한 울산의대 서울아산병원 감염내과 조교수                    | 최근 면역저하제 사용의 증가, HIV 감염자의 증가 등 면역저하자가 증가하면서 폐외결핵 환자가 증가하고 있는 가운데 폐외결핵 자체는 진단이 어려워 임상연구 데이터가 부족한 실정을 이번 연구를 통해 향후 폐외결핵 진단과 치료에 많은 도움이 되고, 또 내용적 의미와 기여도에서도 충분히 가치 있는 논문이라는 평가를 받은 "Diagnostic Usefluness of a T-CELL-Based Assay for Extrapulmonary TuberculosisComparative Proteomics of Pulmonary Tumors with Neuroendocrine Differentiation"이라는 제목의 'ASAIO Journal'에 게재에 논문 |
| 2008년 41회 | 우수상      | 송종민 울산의대 서울아산병원 내과학교실 조교수                  | |
| 2008년 41회 | 장려상      | 이주한 고려대학교의과대학 병리학교실                            | |
| 2008년 41회 | 특별 공로상 | 조윤애 고려대학교의과대학부속병원 안과                          | |
| 2009년 42회 | 대상        | 박덕우 울산의대(심장내과 서울아산병원)                          | 스텐트 시술과 관상동맥우회술을 받은 다혈관 질환자들의 장기적인 임상경과를 비교 분석한 논문을 발표해 주목을 받았으며 논문이 해외 학술지 <Circulation>에 게재돼 한국의학의 우수성을 널리 알린 점이 인정받은 'Long-Term Mortality After Percutaneous Coronary Intervention With Drug-Eluting Stent Implantation Versus Coronary Artery Bypass Surgery for the Treatment of Multivessel Coronary Artery Disease'. |
| 2009년 42회 | 대상        | 고원중 성균관의대(호흡기내과 삼성서울병원)                      | 해외 학술지 <Clinical Infectious Diseases>에 게재된 'Treatment Outcomes for HIV-Uninfected Patients with Multidrug-Resistant and Extensively Drug-Resistant Tuberculos'.라는 제목의 다제내성결핵과 광범위내성결핵 환자에게 2차 결해약제를 투여하고 적극적으로 폐절제술을 시행하면 60% 전후의 치료성공률을 80%까지 향상시킬 수 있음을 증명하는 논문 |
| 2010년 43회 | 대상        | 노동영 서울의대 외과학 교수                                     | '저체중과 유방암의 재발 및 사망과의 연관성'으로 저체중이나 비만의 정도와 유방암의 예후를 동양인에서 가장 큰 규모로 분석한 연구로, 한국인의 자료 중 가장 방대한 다기관자료를 병행 분석했다.또한 체질량지수가 18.5 미만인 저체중환자들이 유방암의 각종 재발과 재발로 인한 사망의 위험이 높은 고위험군이라는 점을 최초로 규명해 <Journal of Clinical Oncology>에 게재됐다 |
| 2010년 43회 | 장려상      | 주건 조교수(서울대병원 신경과)                                  | 해외 학술지 'Annals of Neurology'에 게재된‘Circulating Endothelial Microparticles as a Marker of Cerebrovascular disease.’라는 제목의 혈관내피 미세입자분석을 통한 뇌혈관질환 바이오마커발굴을 소개하는 논문을 발표 |
| 2010년 43회 | 장려상      | 박철휘 부교수(서울성모병원 신장내과)                            | 논문은 해외 학술지 Diabetes'에 게재됐으며, 논문 제목은 ‘Vascular endothelial growth factor inhibition by dRK6 causes endothelial apoptosis, fibrosis, and inflammation in the heart via the Akt/eNOS axis in db/db mice.’ |
| 2011년 44회 | 대상        | 김종일 서울의대 교수(분자유전학)                                | 고해상도 마이크로어레이와 차세대염기서열 분석 기술의 복합 적용을 통한 아시아인 특이적 유전자복제수변이 발굴연구(Nature Genetics) |
| 2011년 44회 | 우수상      | 송재관 울산의대 교수(서울아산병원 심장내과)                     | 비대칭성 심실중격 심근비후 환자에서 승모판엽 면적 및 판막하 구조물의 기하학적 생체 측정: 좌심실 유출로 폐쇄 기전에 관한 통 (Circulation) |
| 2011년 44회 | 우수상      | 정현훈 서울의대 조교수(서울대학교병원 산부인과)                 | 자궁경부암 수술 전 [18F]FDG PET/CT maximum standardized uptake value의 재발예측에 대한 연구(European Journal of Nuclear Medicine and Molecular Imaging) |
| 2012년 45회 | 대상        | 성승용 교수(서울대학교 의과대학 면역학 교수)                    | 항암 면역치료 수단으로서 연구돼온 수지상세포(Dendritic cell, DC) 활성화 이론을 정리하고 항암 면역치료 기술 개발에 힘써온 공로를 인정 |
| 2012년 45회 | 우수상      | 김성재 교수(연세대학교 의과대학 정형외과)                       | |
| 2012년 45회 | 우수상      | 김진원 부교수(고려대학교 의과대학 순환기내과)                   | |
| 2013년 46회 | 대상        | 이승훈 부교수(서울대학교병원 신경과)                            | 2012년 10월 '세리아 나노입자의 뇌경색 보호 효과'에 관한 연구결과를 화학분야 권위지 <앙게반테 케미>(Angewandte Chemie International Edition, 인용지수 13.455)에 게재했다. 뇌경색 및 다양한 혈관 질환에 응용될 나노기술을 바탕으로 새로운 원천 물질을 세계 최초로 발굴, 효과를 입증한 이 부교수의 연구논문은 10월호 표지를 장식했으며, 상위 5% 이내의 논문에만 수여하는 중요 논문으로 선정됐다 |
| 2013년 46회 | 우수상      | 박영년 교수(연세대학교 의과대학 병리학교실)                     | '종양줄기세포(cancer stem cell)'의 개념을 적용, 간에서 발생하는 원발성 종양의 새로운 분류법을 WHO classification Tumors of the Digestive System(4th edition)과 <Hepatology>에 제시 |
| 2013년 46회 | 우수상      | 지헌영 연구원(Boston Children's hospital, 약리학 및 세포생물학) | 'NMDA수용체 기능 회복을 통한 Shnak2 결손마우스 모델의 자폐증 증상 교정에 관한 연구'를 통해 Shnak2 유전자 결함이 NMDA수용체 기능저하와 이로 인해 신호전달체계를 손상시켜 자폐증 유사행동을 일으키는 기전을 규명, 자폐증 치료법을 새로운 돌파구를 제시 |
| 2014년 47회 | 대상        | 권오상 서울대학교 의과대학 피부과학                             | ‘창상치유응용 모낭재생과정에서의 진피 감마-델타 T-세포 유래 제9형 섬유아세포성장인자의 역할’ |
| 2014년 47회 | 우수상      | 임재준 서울대학교 의과대학 내과학교실 호흡기분과                | ‘다제내성결핵 치료에서 레보플록사신(Levofloxacin)과 목시플록사신(Moxifloxacin)의 효과 비교’ |
| 2014년 47회 | 우수상      | 윤주헌 연세대학교 의과대학 이비인후과                           | ‘호흡기 점막에서 알레르기 비염과 천식을 유도하는 선천면역체계의 차이점 규명’ |
| 2015년 48회 | 대상        | 장혁재 연세의대 순환기내과 교수                                 | 무증상 성인에서 관상동맥 석회화의 중증도에 따른 관상동맥 CT의 예후적 가치 연구라는 논문을 통해, 중등도 CACS (100-400) 환자에서 관상동맥 CT 조영술(CCTA)이 예후 예측에 있어 추가적 이득이 있음을 대규모 국제 다기관 레지스트리 연구를 통해 규명 |
| 2015년 48회 | 우수상      | 강동화 서울아산병원 신경과 교수                                 | 관상동맥 우회술 후 뇌경색의 발병기전: 확산강조 MRI 연구 |
| 2015년 48회 | 우수상      | 한덕현 중앙대병원 정신과 부교수                                 | 게임 과몰입 환자에서 자기공명분광법을 이용한 연구로 주목 |

## 같이 보기
- 서재필 의학상
- 아산의학상
- 연세의학대상
- 호암상